# انترو (آریزونا)
انترو (به انگلیسی: Entro) یک منطقهٔ مسکونی در ایالات متحده آمریکا است که در آریزونا واقع شده‌است. انترو ۱٬۵۶۷ متر بالاتر از سطح دریا واقع شده‌است.